# Думас (Техас)
Думас (англ. Dumas) — город в США, расположенный в северной части штата Техас, административный центр округа Мур. По данным переписи за 2010 год число жителей составлял 14 691 человек, по оценке Бюро переписи США в 2016 году в городе проживало 14 916 человек.

## История
Город был назван в честь Луиса Думаса, президента компании Panhandle Townsite Company из Шермана, скупавшей земельные участки рядом с планируемой железной дорогой. В 1891 году Думас и его соратники основали компанию Moore County Townsite Company и разметили город в 8 километрах к ручью Саут-Радо-Дуро-Крик. В первом здании города располагались офис компании, отель, магазин и почтовое отделение. В следующем году был образован округ Мур и Думас стал административным центром нового округа.
Нашествие кузнечиков в 1893 году привело к тому, что город практически перестал существовать. Даже Луис Думас потерял всякую надежду и вернулся в Грейсон. Несколько лет подряд в городе проживала всего одна семья, в 1900 году единственным работающим бизнесом в Думасе был магазин Артура Нилда. В 1908 году в городе появился первый банк, а в 1909 году стала выходить газета Moore County Pioneer. К 1910 году в городе было две церкви, появилась телефонная связь. Город активно рос после объявления планов железной дороги Enid, Ochiltree and Western Railroad провести пути в Думас. Несмотря на то, что планы не были осуществлены, население города выросло примерно до 200 человек, появлялись новые коммерческие заведения. В 1918 году в городе появилась хлопкоочистительная машина.
В 1926 году в регионе была обнаружена нефть, в город пришла Shamrock Oil and Gas и другие нефтяные компании. В 1931 году через Думас прошла железная дорога North Plains and Santa Fe, соединившая Амарилло и Бойс-Сити. Несмотря на пыльный котёл, население Думаса продолжило расти, в 1936 году в городе был открыт цинкоплавильный завод, а Вторая мировая война увеличила потребности в нефти и стимулировала дальнейший рост города. 29 июля 1956 года рядом с городом произошла крупнейшая в регионе катастрофа — пожар на заводе Shamrock-McKee. Происшествие унесло жизни 9 рабочих завода и 10 пожарных.

## География
Думас находится в центральной части округа, его координаты: 35°51′43″ с. ш. 101°57′54″ з. д..
Согласно данным бюро переписи США, площадь города составляет около 14,4 км2, практически полностью занятых сушей.

### Климат
Согласно классификации климатов Кёппена, в Думасе преобладает семиаридный климат умеренных широт (BSk).
| Показатель                    | Янв. | Фев. | Март | Апр. | Май | Июнь | Июль | Авг. | Сен. | Окт. | Нояб. | Дек. | Год |
| ----------------------------- | ---- | ---- | ---- | ---- | --- | ---- | ---- | ---- | ---- | ---- | ----- | ---- | --- |
| Абсолютный максимум, °C       | 26   | 26   | 32   | 37   | 37  | 41   | 42   | 42   | 40   | 35   | 28    | 26   | 42  |
| Средний суточный максимум, °C | 8    | 11   | 14   | 21   | 25  | 31   | 33   | 33   | 29   | 22   | 15    | 10   | 21  |
| Средняя температура, °C       | 1    | 4    | 6    | 12   | 17  | 23   | 25   | 25   | 20   | 14   | 7     | 2    | 13  |
| Средний суточный минимум, °C  | −6   | −3   | −1   | 4    | 10  | 15   | 17   | 17   | 12   | 6    | −1    | −5   | 5   |
| Абсолютный минимум, °C        | −27  | −20  | −18  | −10  | −1  | 4    | 8    | 9    |      | −5   | −15   | −18  | −27 |
| Норма осадков, мм             | 10   | 10   | 20   | 40   | 70  | 60   | 90   | 60   | 30   | 40   |       | 20   | 500 |
| Источник: weatherbase.com     |      |      |      |      |     |      |      |      |      |      |       |      |     |

## Население
Согласно переписи населения 2010 года в городе проживало 14 691 человек, было 4979 домохозяйств и 3725 семей. Расовый состав города: 74,9 % — белые, 2 % — афроамериканцы, 0,9 % — коренные жители США, 4,7 % — азиаты, 0 % (6 человек) — жители Гавайев или Океании, 15,6 % — другие расы, 1,8 % — две и более расы. Число испаноязычных жителей любых рас составило 50,5 %.
Из 4979 домохозяйств, в 43,8 % живут дети младше 18 лет. 56,7 % домохозяйств представляли собой совместно проживающие супружеские пары (27 % с детьми младше 18 лет), в 12,1 % домохозяйств женщины проживали без мужей, в 6 % домохозяйств мужчины проживали без жён, 25,2 % домохозяйств не являлись семьями. В 20,9 % домохозяйств проживал только один человек, 8 % составляли одинокие пожилые люди (старше 65 лет). Средний размер домохозяйства составлял 2,92 человека. Средний размер семьи — 3,4 человека.
Население города по возрастному диапазону распределилось следующим образом: 34,3 % — жители младше 20 лет, 27,2 % находятся в возрасте от 20 до 39, 27,9 % — от 40 до 64, 10,7 % — 65 лет и старше. Средний возраст составляет 31 год.
Согласно данным опросов пяти лет с 2011 по 2015 годы, средний доход домохозяйства в Думасе составляет 49 798 долларов США в год, средний доход семьи — 52 113 долларов. Доход на душу населения в городе составляет 19 906 долларов. Около 15,2 % семей и 21,6 % населения находятся за чертой бедности. В том числе 33,1 % в возрасте до 18 лет и 12,6 % в возрасте 65 и старше.

## Местное управление
Управление городом осуществляется мэром и городской комиссией, состоящей из четырёх человек, каждый из которых избирается на три города.
Назначаемыми официальными лицами города являются:
- Сити-менеджер
- Финансовый директор
- Начальник отдела кадров
- Директор ИТ
- Городской инспектор
- Начальник полиции
- Начальник пожарной охраны
- Надзиратель газовой службы
- Надзиратель служб водоканала
- Надзиратель службы вывоза мусора
- Надзиратель службы твёрдых отходов
- Надзиратель парковой службы
- Надзиратель службы торговли
- Координатор службы спасения

## Инфраструктура и транспорт
Через Думас проходят автомагистрали США 87 и 287, а также автомагистраль 152 штата Техас.
В городе располагается аэропорт округа Мур. Аэропорт располагает двумя взлётно-посадочными полосами длиной 1829 и 945 метров. Ближайшим аэропортом, выполняющим коммерческие рейсы, является Международный аэропорт Рика Хасбанда в Амарилло. Аэропорт находится примерно в 90 километрах к югу от Думаса.

## Образование
Город обслуживается независимым школьным округом Думас. Альтернативное обучение для тех, кто находится в группе риска и может забросить обычную школу, предоставляется центром North Plains Opportunity Center.
В Думасе располагается филиал колледжа Амарило.

## Экономика
Согласно финансовому отчёту за 2014—2015 финансовый год, Думас владел активами на $35,33 млн, долговые обязательства города составляли $31,26 млн. Доходы города в 2016 году составили $15,58 млн, а расходы — $19,76 млн.
Думас находится в центре региона, который является одним из лидирующих в выращивании сорго. Округ Мур добывает большое количество природного газа, также в регионе добывается две трети гелия в стране.

## Отдых и развлечения
В Думасе находится музей округа Мур и техасского выступа Window on the Plains Museum. В музее представлены экспонаты округа, животных региона, артефакты индейцев, а также проходят сменяющиеся выставки.
В июне в городе проходит крупнейшее мероприятие Dogie Days, во время которого проходят парад и карнавал. Осенью проводятся ярмарка округа и ярмарка искусств.

## Город в популярной культуре
Утверждается, что песня Фила Харриса «I'm a Ding Dong Daddy from Dumas», написанная Филом Бакстером из округа Наварро, была про техасский город, в котором Фил останавливался по пути в Денвер. Другим претендентом на место, указанное в песне является город из округа Дешей, Арканзас.

## Галерея

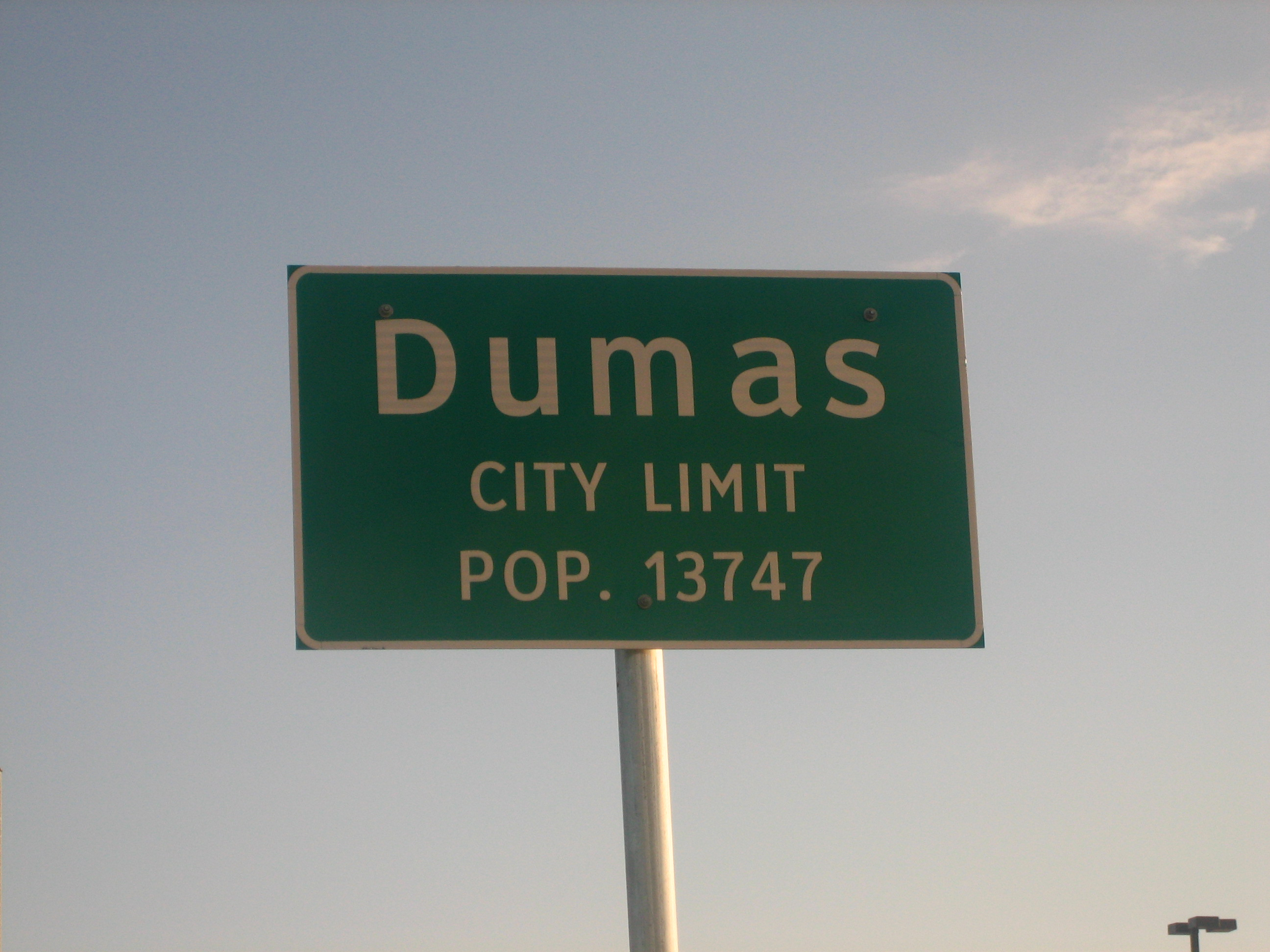
Знак на въезде в Думас
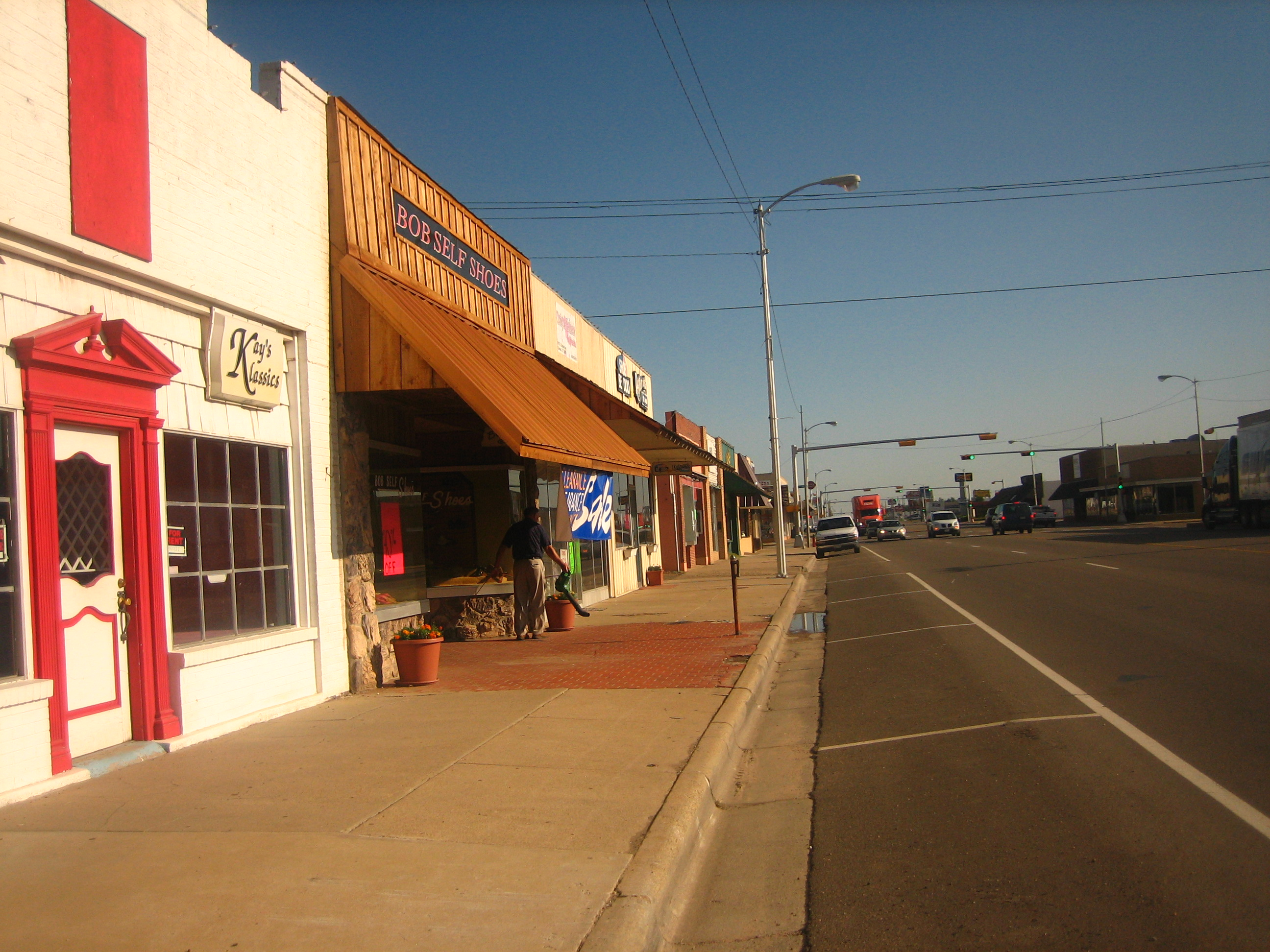
Центр Думаса
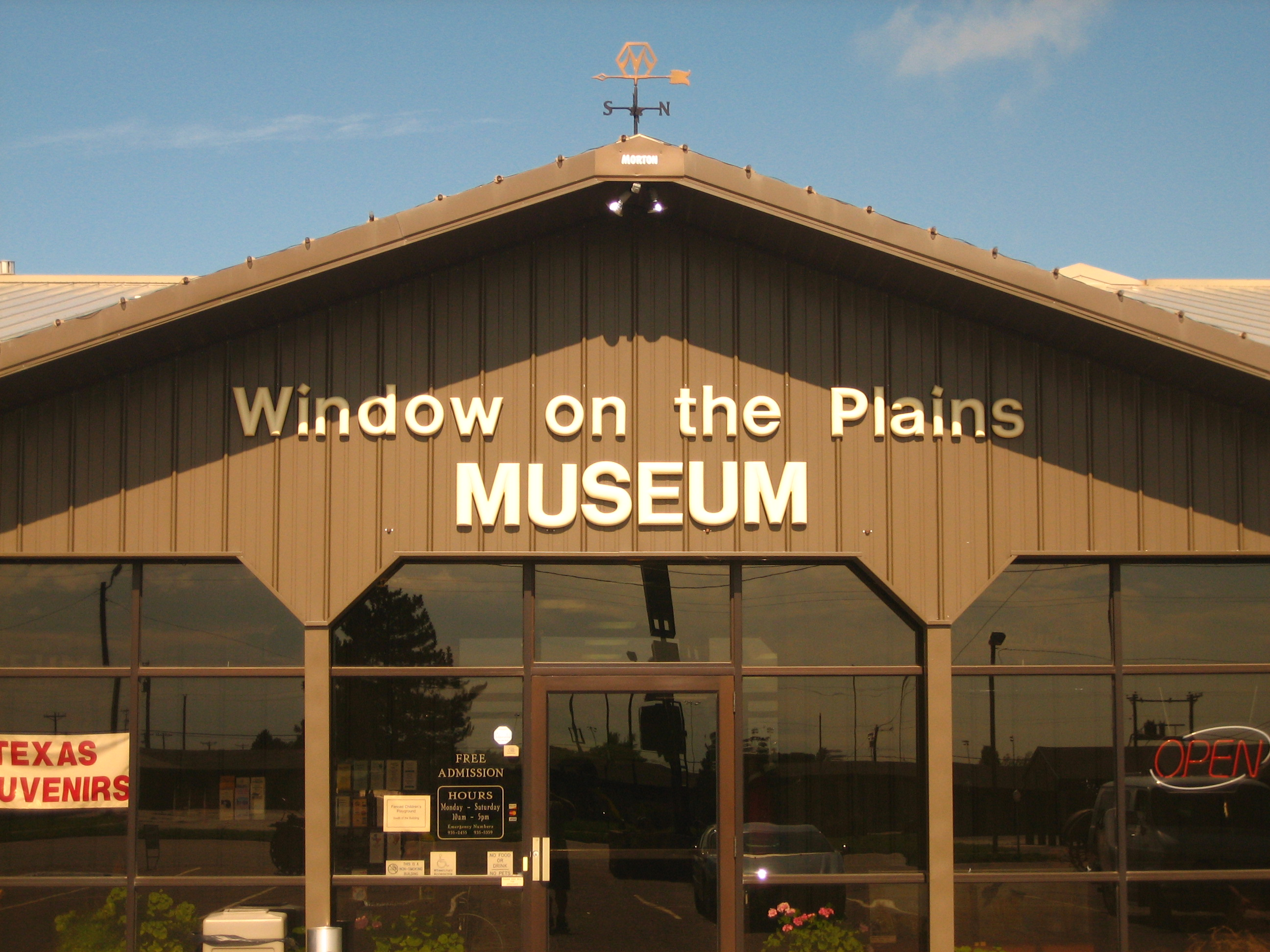
Вход в музей Window on the Plains Museum
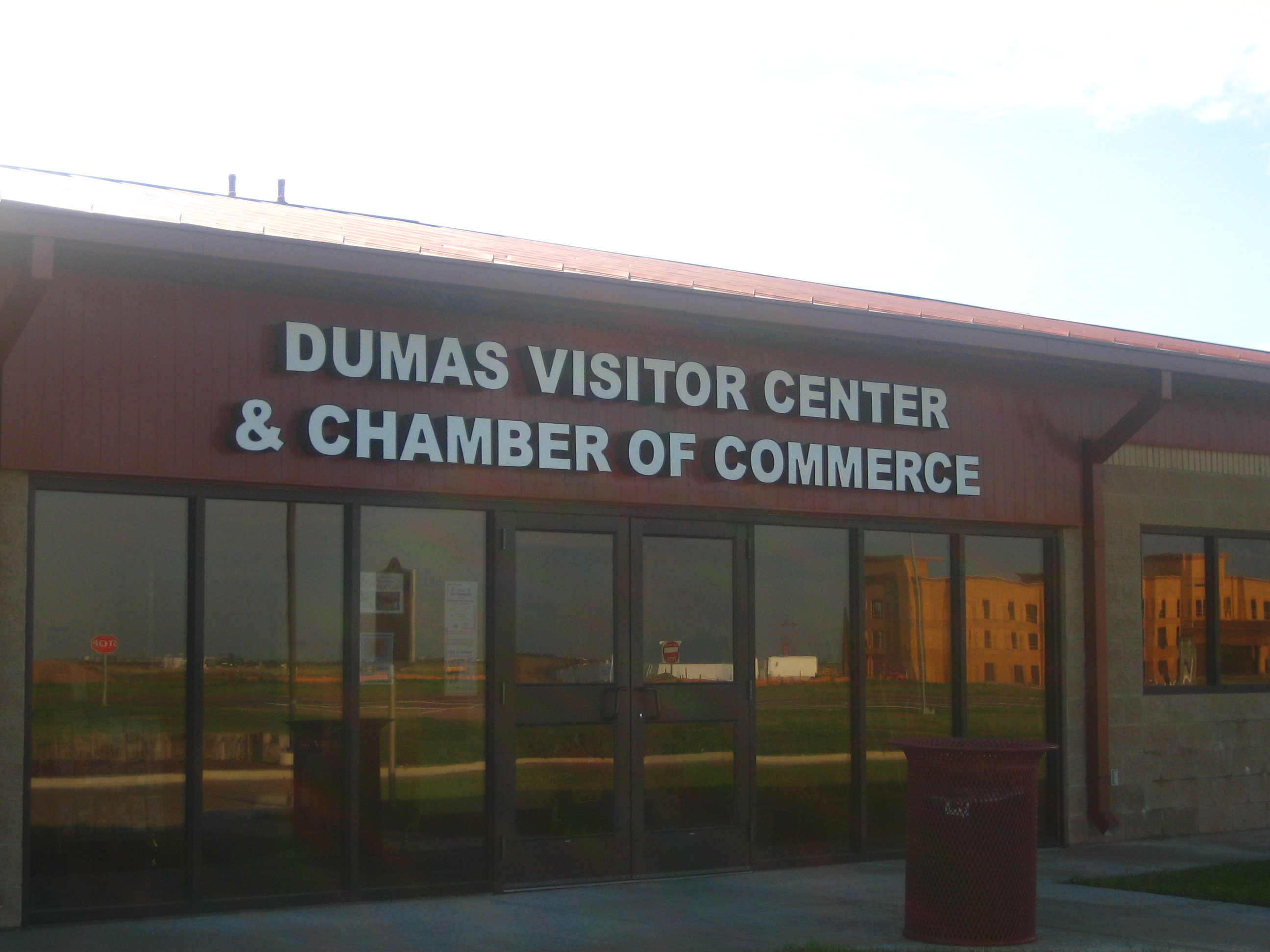
Туристический центр и торговая палата
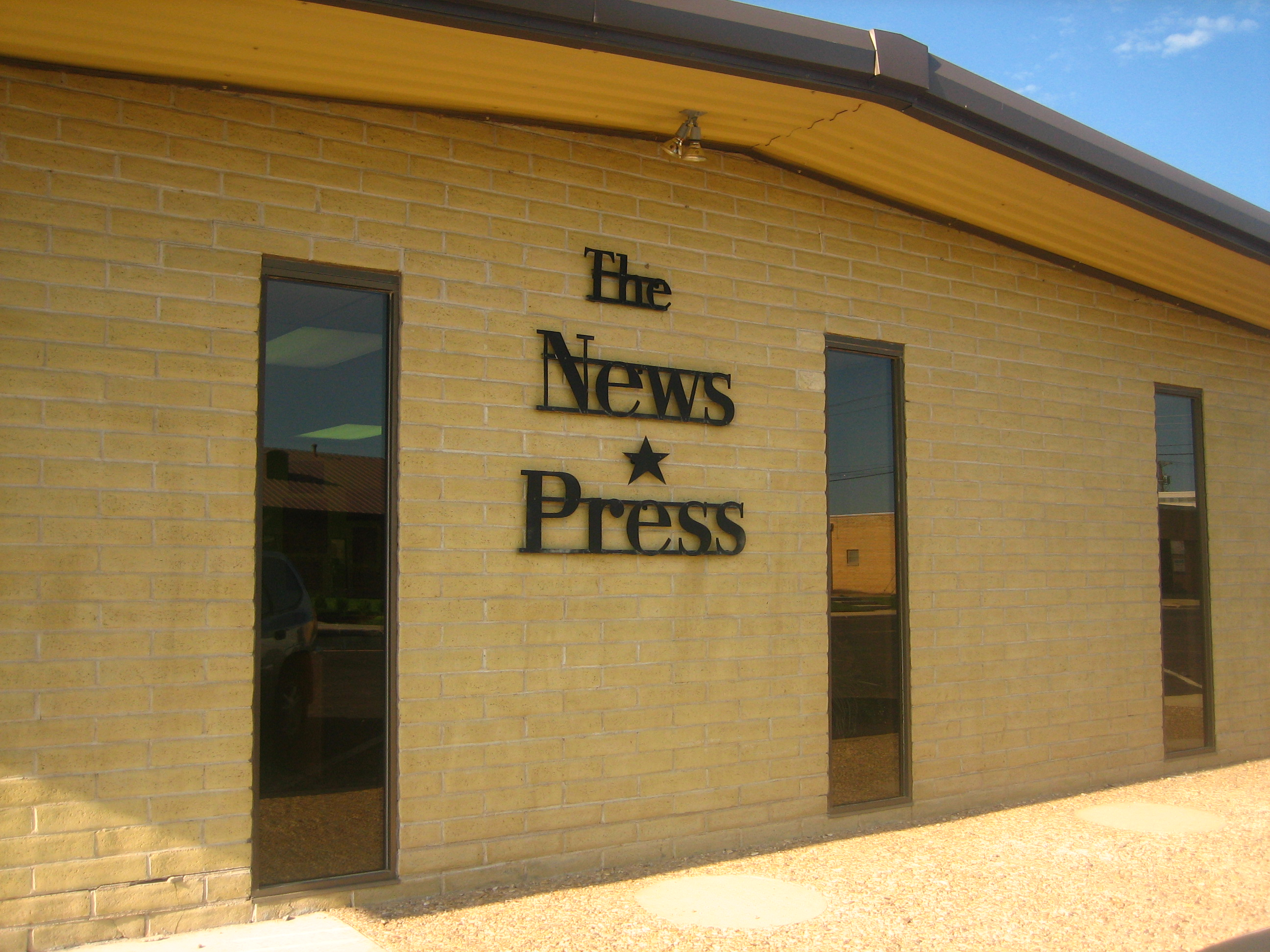
Офис газеты Moore County News-Press
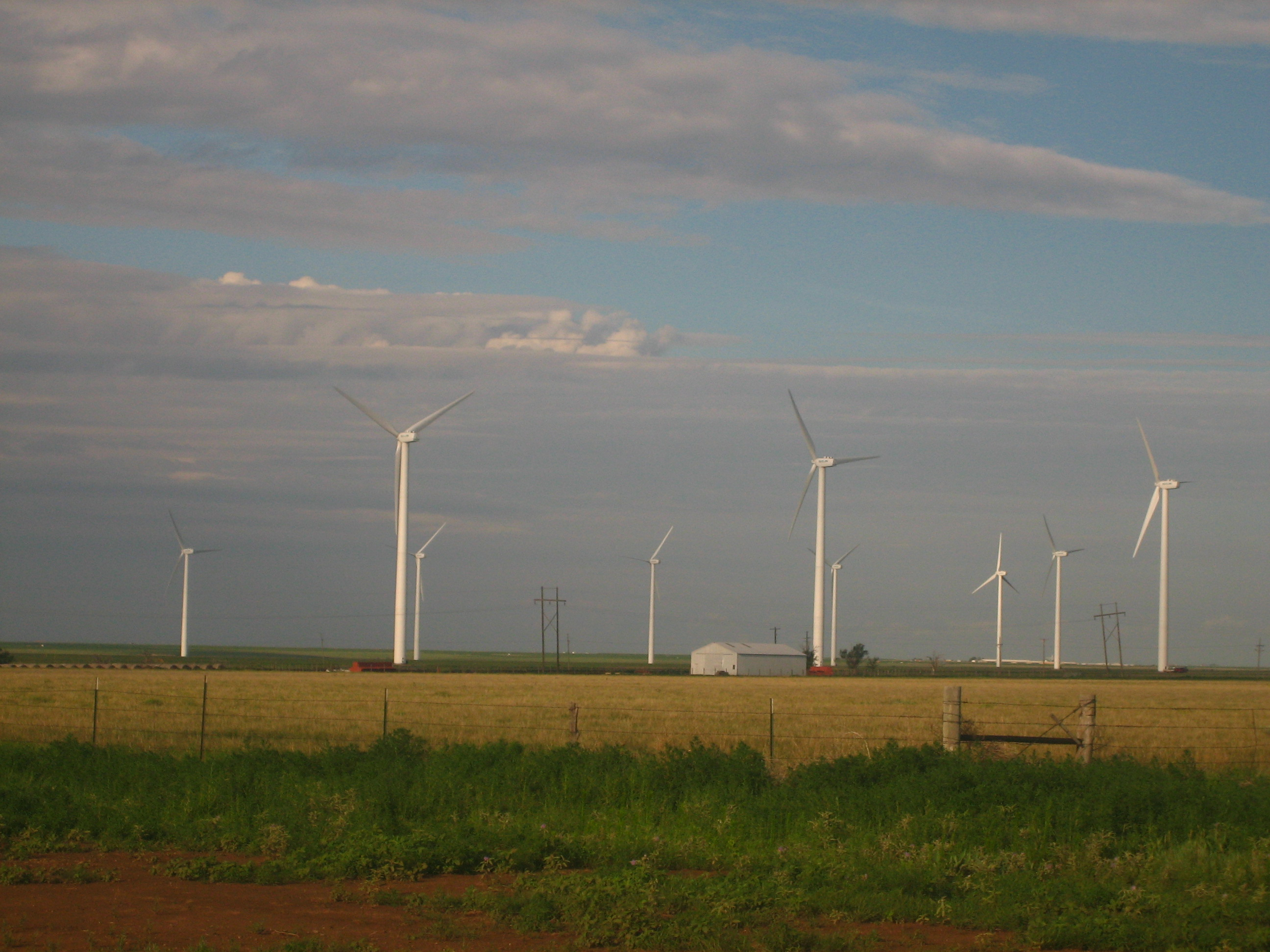
Ветрогенераторы к югу от Думаса
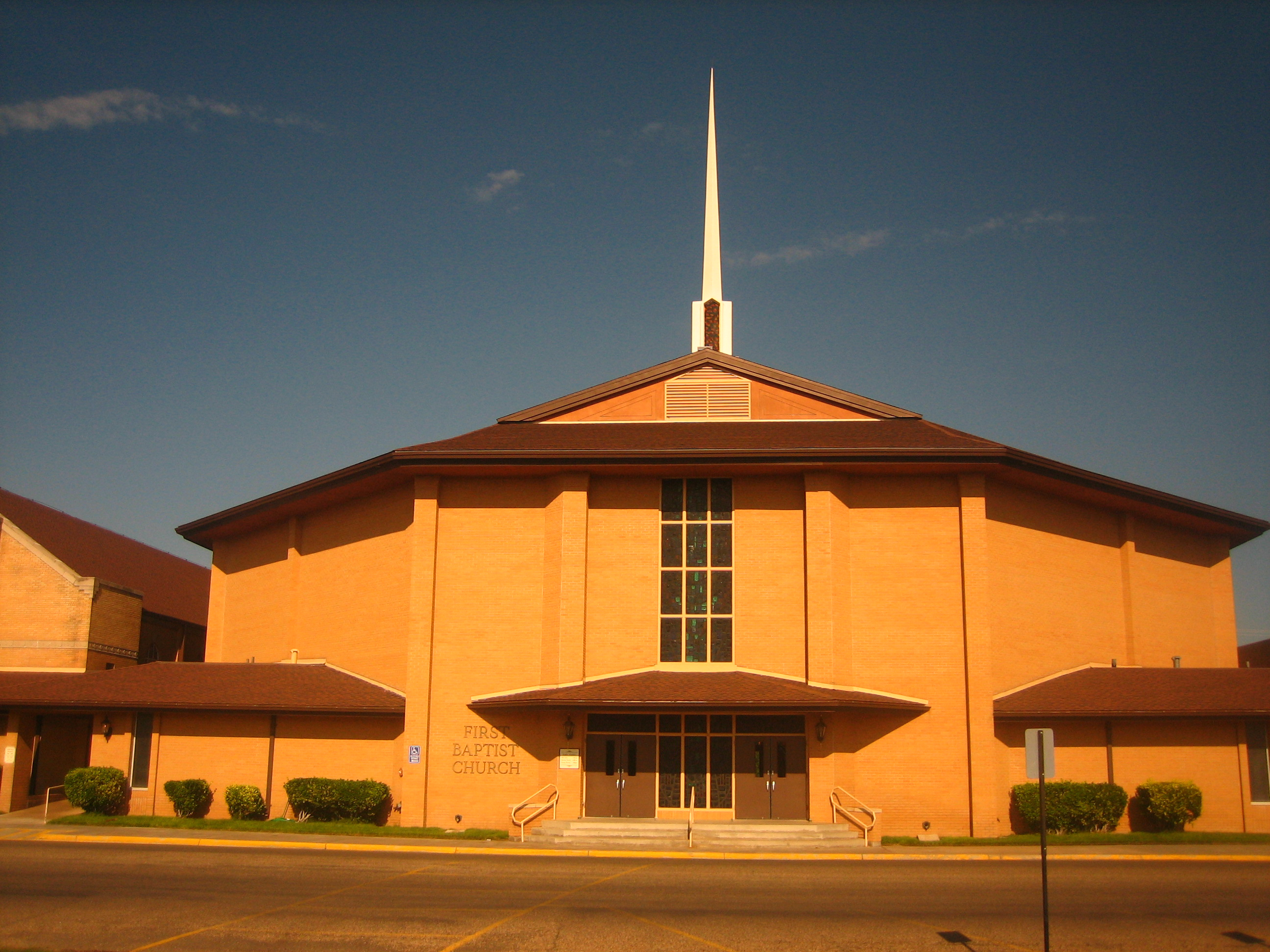
Первая баптистская церковь Думаса
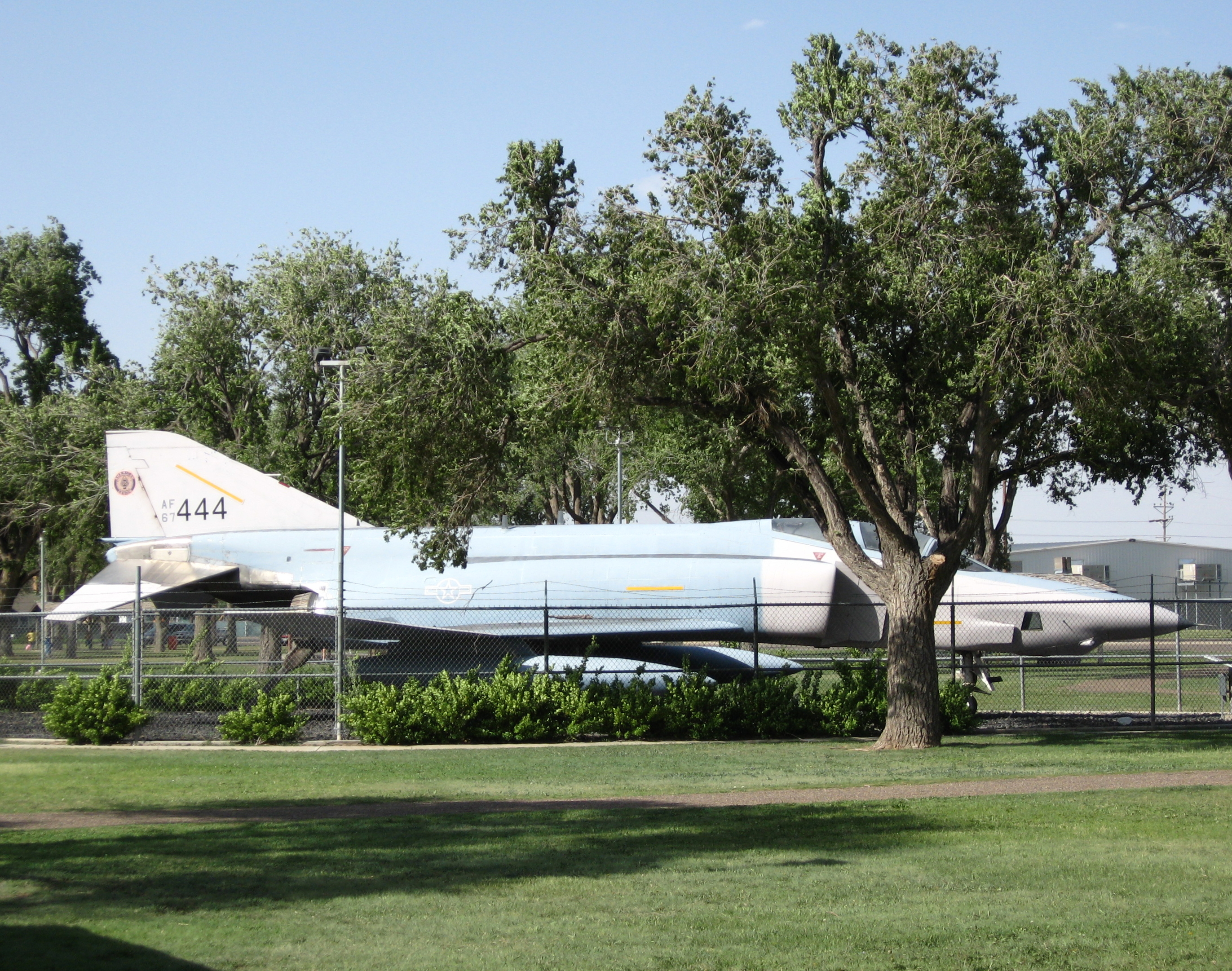
F-4 Phantom II в парке отдыха в Думасе
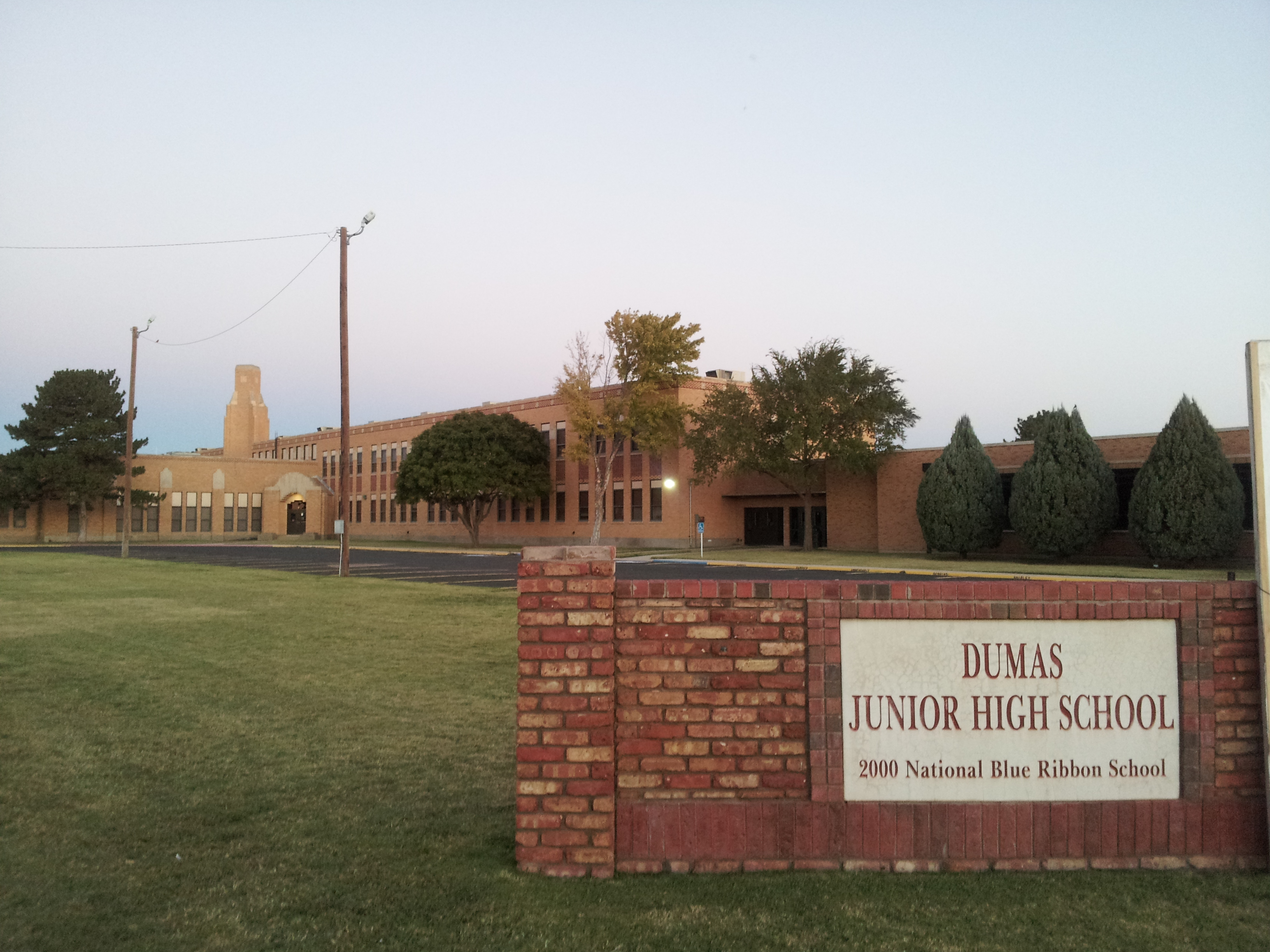
Младшее отделение старшей школы Думаса, 2013 год
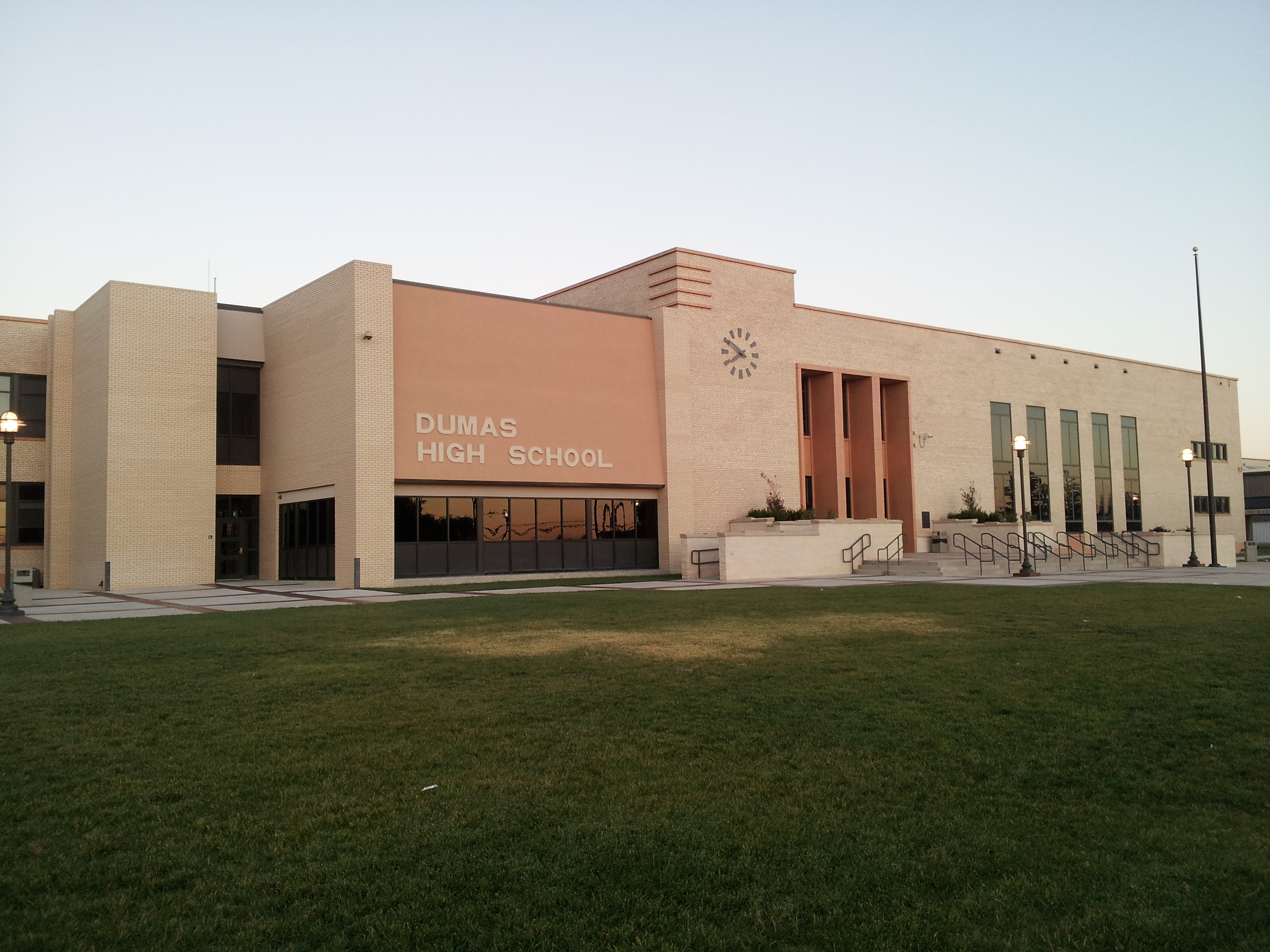
Старшая школа Думаса, 2013 год